# Miami Gardens
Miami Gardens je město v Miami-Dade County na Floridě. Nachází se 26 kilometrů severně od centra Miami. Ve městě žije přibližně 112 tisíc obyvatel. Město má nejvyšší procento afroamerických obyvatel, 66,97 %.
Ve městě se nachází Hard Rock Stadium, na kterém se budou hrát některé zápasy Mistrovství světa ve fotbale 2026. Stadion má 64 767 míst.